# New South Wales Open 1993
Il New South Wales Open 1993 è stato un torneo di tennis giocato sul cemento.
È stata la 101ª edizione del torneo di Sydney, che fa parte della categoria World Series nell'ambito dell'ATP Tour 1993 e della categoria Tier II nell'ambito del WTA Tour 1993. 
Si è giocato al NSW Tennis Centre di Sydney in Australia dall'11 al 18 gennaio 1993.

## Campioni

### Singolare maschile
Pete Sampras ha battuto in finale  Thomas Muster con il punteggio di 7–6(7), 6–1.

### Singolare femminile
Jennifer Capriati ha battuto in finale  Anke Huber con il punteggio di 6–1, 6–4.

### Doppio maschile
Sandon Stolle /  Jason Stoltenberg hanno battuto in finale  Luke Jensen /  Murphy Jensen con il punteggio di 6–3, 6–4.

### Doppio femminile
Pam Shriver /  Elizabeth Smylie hanno battuto in finale  Lori McNeil /  Rennae Stubbs con il punteggio di 7–6 6–2.